# Dimitri Sedun
Dimitri Sedun (en russe : Дмитрий Седун), né le 2 janvier 1971 à Merke, est un coureur cycliste et directeur sportif russe. Coureur professionnel de 1996 à 2001, il devient directeur sportif de l'équipe kazakhe Astana en 2010. Il a auparavant exercé cette fonction dans l'équipe féminine Acca Due. Il est marié à la cycliste suisse Nicole Brändli, membre de cette équipe durant les années 2000. Il a également été préparateur physique d'Alexei Markov et de Stefan Trafelet. En 2021, il rejoint le staff de l'équipe Gazprom-RusVelo.

## Biographie
Après sa carrière, il devient directeur sportif au sein des équipes Astana et Astana Continental. 
Il est limogé de l'équipe Astana Continental en 2014 à la suite d'une enquête interne consécutive aux cas de dopage dans l'équipe. Il continue à exercer dans la formation World Tour Astana jusqu'en 2020, où il est remplacé. En 2021, il rejoint le staff de l'équipe Gazprom-RusVelo.

## Palmarès
- 1994
  - 3e du Tour de Yougoslavie
- 1996
  - 2e du championnat de Russie sur route
- 1999
  - 5e étape du Tour de Serbie
  - 2e du Memorial Henryka Lasaka
  - 3e du championnat de Russie sur route
- 2000
  - 6e étape de la Course de la Solidarité olympique